# 薬袋秀樹
薬袋 秀樹（みない ひでき、1948年2月24日 - ）は、日本の図書館情報学者。筑波大学名誉教授。専門は公共図書館運営。主要な著書に『図書館運動は何を残したか』がある。

## 略歴
- 1948年、兵庫県にて誕生
- 1966年、駒場東邦高等学校卒業
- 1970年、慶應義塾大学経済学部卒業、同文学部図書館･情報学科へ学士入学
- 1972年、慶應義塾大学文学部卒業、東京都立日比谷図書館に奉職
- 1979年、東京大学大学院教育学研究科社会学専攻に入学
- 1981年、同大修士課程修了、博士後期課程進学
- 1983年、図書館情報大学助手に就任
- 1987年、同大助教授に昇任
- 1994年、同大教授に昇任
- 2002年、図書館情報大学の筑波大学への併合に合わせ、筑波大学教授
- 2013年3月、筑波大学を定年退職
- 2013年4月、同大名誉教授

## 受賞歴
- 1984年、日本図書館学会奨励賞受賞

## 著作リスト
- 『公立図書館司書の自己改革のための10か条』（薬袋研究室、1995年）
- 『公立図書館司書のための仕事の技術10か条』（薬袋研究室、1996年）
- 『公立図書館司書をめざすための10か条』（薬袋研究室、1996年）
- 『図書館運動は何を残したか』（勁草書房、2001年）

### 共著
- 『図書館概論　改訂版』（植松貞夫、志保田務編、樹村房 、2005年）
- 『図書館情報学の地平』（三浦逸雄監修、日本図書館協会、2005年）
- 『図書館情報学研究入門』（三田図書館・情報学会編、勁草書房、2005年）

### 論文
- CiNii>薬袋秀樹